# Seabraellus splendidior
Seabraellus splendidior là một loài bọ cánh cứng trong họ Cerambycidae.